# Santa Rosa (departement van Catamarca)
Santa Rosa is een departement in de Argentijnse provincie Catamarca. Het departement (Spaans:  departamento) heeft een oppervlakte van 1.424 km² en telt 10.349 inwoners.

## Plaatsen in departement Santa Rosa
| - Alijilán - Amaucala - Ampolla - Bañado de Ovanta - Buena Vista - Casa Santa - Colonia Alijilan - Cortaderas - Cuchinoque - Dos Pocitos - El Abra - El Empalme - El Potrero - El Quebrachal | - El Quebrachito - El Retiro - El Rodeíto - El Talarcito - Formosa - La Abroncha - La Bajada - La Cañada - La Carpintería - La Porfía - La Rita - La Tusca - Las Cañas - Las Higueritas | - Las Tunas - Lavalle - Los Altos - Los Bastidores - Los Molles - Los Ortices - Los Troncos - Manantiales - Monte Redondo - Ojo de Agua - Ovanta - Palermo - Potropiana - Pozo de Abajo | - Puerta Grande - Puesto del Medio - Puesto El 24 - Puesto La Cruz - Puesto Los Carrizos - Puesto Ruminoque - Quebrachos Blancos - Salauca - San Francisco - San Nicolás - San Pedro - San Ramón - Sumampa - Tascana |